# Batman: Rok jedna (film)
Batman: Rok jedna (v originále Batman: Year One) je americký animovaný video film založený na stejnojmenném komiksovém příběhu vytvořeném Frankem Millerem v roce 1987. Film byl vydán rovnou na DVD a Blu-ray 18. října 2011. Režie se chopili Lauren Montgomery a Sam Liu.

## Děj
Bruce Wayne se po dvanácti letech výcviku vrací do svého rodného města Gotham City připraven postavit se všem zločincům. Ve stejné době je do města převelen i policejní poručík James Gordon, který sebou přivedl i svou těhotnou manželku. Oba brzy poznávají temnou a zkorumpovanou stránku města i tamější policie. 
Wayne se snaží nastolit pořádek v kriminálnických čtvrtích, avšak problémem je, že se ho nikdo neobává. Při jedné potyčce je postřelen, a proto se vrací do svého sídla, kde rozmlouvá s bustou svého zavražděného otce. V téže chvíli narazí do okna pokoje netopýr a Wayne pochopí, jak docílit respektu.
Čestný poručík James Gordon je trnem v oku svých prohnilých spolupracovníků, kteří přemýšlejí, jak se ho zbavit. Pro své hrdinství a postoje se však mezitím poručík Gordon stal miláčkem veřejnosti. 
Poté, co Bruce Wayne již jako Batman vyhrožuje špičkám gothamského podsvětí je případ dopadení Batmana policejní prioritou. Jsou na něj nasazeny veškeré jednotky. Když je dotčen i místní boss Carmine Falcone je Batmanova smrt již podmínkou. 
Při jedné záchranné misi začne být Batman pronásledovaný policií, před kterou se ukryje v budově určené k demolici. Poručík Gordon chce vše vyřešit v poklidu, nicméně policejní komisař Loeb rozhodne shodit na budovu bombu, jejíž výbuch zabil několik bezdomovců, a poté do ní poslal zabijácké komando speciální policejní jednotky. Batmanovi se však podaří utéci. 
V dalších dějových liniích je popisována aférka poručíka Gordona s detektivem Sarah Essenovou, a také zrod Catwoman z kriminálnice Seliny Kyleové.
Po neúspěchu se komisař Loeb zaměří na poručíka Gordona a hrozí mu, že prozradí jeho aférku. Ten se raději sám přizná své ženě, s kterou poté navštěvuje manželskou poradnu. Loeb se tedy spojí s Falconem a nechají unést Gordonova právě narozeného syna. Gordon se poté ze všech sil snaží společně s Batmanem (avšak nezávisle na sobě) zachránit ono dítě, což se jim i podaří.
V závěru je odhalena jistá míra korupce u policie, při které jsou odsouzeni dva policisté, avšak všechny "velké ryby" uniknou trestu. 

## Obsazení
| Benjamin McKenzie  | Bruce Wayne / Batman (hlas)        |
| Bryan Cranston     | James Gordon (hlas)                |
| Eliza Dushku       | Selina Kyle / Catwoman (hlas)      |
| Jon Polito         | Komisař Loeb (hlas)                |
| Alex Rocco         | Carmine Falcone (hlas)             |
| Katee Sackhoff     | Detektiv Sarah Essen (hlas)        |
| Grey DeLisle       | Barbara Gordon / Vicki Vale (hlas) |
| Robin Atkin Downes | Harvey Dent (hlas)                 |

## Vydání
Film byl v USA vydán na DVD a Blu-ray 18. října 2011. Celkem se v USA prodalo okolo 91 000 kusů.
V České republice vydala film distribuční společnost Magic Box 19. října 2011.